# Casa J. Blancher
La Casa J. Blancher és un edifici del municipi de l'Ametlla del Vallès (Vallès Oriental) protegit com a bé cultural d'interès local.

## Descripció
És un edifici entre parets mitgeres compost de planta baixa i dos pisos. Té una sola façana al carrer Torregassa i una part més baixa al cantó dret que forma una composició asimètrica amb la resta de l'edifici. La façana central és simètrica quant els elements decoratius, amb predomini de la línia corba. Al primer pis hi ha un balcó enllaçat amb un altre del segon pis per un arc conopial de gran profunditat. Al petit capcer hi ha la data 1906 amb les inicials J.B.
Aquesta casa està inclosa a l'inventari fet a l'Ajuntament de l'Ametlla dins el Pla General, encara en procés d'aprobació per part de la Generalitat.

## Història
Aquesta casa és una de les primeres edificacions fora del recinte històric. Al carrer Torregassa, eix principal juntament amb el carrer Macià del primer eixample de la població, hi trobem un escampat d'edificis o grup de cases unifamiliars d'estils propis de la primera meitat del segle xx, quant l'Ametlla començà el seu protagonisme com una de les ciutats d'estiu més importants de la província de Barcelona.